# James Ramsay (pasteur)
Pour les articles homonymes, voir James Ramsay et Ramsay.
James Ramsay (25 juillet 1733 - juillet 1789) est un chirurgien de navire écossais et prêtre anglican aux Antilles britanniques. Son enquête de trois ans sur les traites négrières, publiée en 1784, et soutenue par le député William Wilberforce en a fait l'une des abolitionnistes de premier plan en Grande-Bretagne, appuyé et encouragé par le chef suprême de la Royal Navy Charles Middleton.

## Biographie
Fils d'un charpentier de navire, il est né le 25 juillet 1733 à Fraserburgh, dans la région d'Aberdeen, en Écosse et fit ses études de médecine au King's College de cette ville.
Entré dans la marine en 1757, il est chirurgien à bord du navire qui en novembre 1759 arraisonne un négrier britannique transportant plus de 100 esclaves enfermés dans des conditions inhumaines.
Après un fracture de l'os de la cuisse, qui le rend boiteux, il est ordonné pasteur de l'église anglicane en novembre 1761 par l'évêque de Londres et s'installe sur l’île de Saint-Christophe dans les Îles Sous-le-Vent.
À nouveau choqué par les conditions de vie des esclaves, cette fois dans les plantations des Indes occidentales, il rentre en Angleterre et accepte le bénéfice ecclésiastique de Teston dans le Kent en 1781. Il y rencontra, entre autres, le chef suprême de la Royal Navy Charles Middleton et son épouse Lady Middleton, mais aussi Hannah More et d'autres, animateurs d'un groupe qui fut par la suite appelé les « testonites ». Ils s'intéressent aux rapports de Ramsay sur les traitements cruels infligés aux esclaves et la vie dépravée de leurs propriétaires mais s'inquiètent aussi du manque d’éducation chrétienne des esclaves.
Avec leurs encouragements, Ramsay passa trois années à rédiger un Essai sur le traitement et la conversion des esclaves africains dans les colonies à sucre britanniques, très critique sur l'esclavage et les traites négrières. L'année précédente, en 1783, fut présentée une première pétition au Parlement britannique pour l'abolition de l'esclavage aussi aux Antilles,. Pour la mener, il s'allia à un parlementaire, William Wilberforce, de vingt ans plus jeune que lui, afin d'en faire la première campagne grand public, s'adressant à l'opinion, contre la traite des esclaves.
Le livre contribua à la prise de conscience du public et irrita fortement les planteurs de la Caraïbe britannique, qui attaquèrent Ramsay et ses idées dans une série de pamphlets défendant l’esclavage. Il rencontra à l'époque de ses travaux un autre abolitionniste, Thomas Clarkson, qui publie lui aussi une enquête sur le sujet en 1786, deux ans après lui, et qui avait gagné un prix pour un essai sur le sujet alors qu’il était à l'université. Clarkson va multiplier réunions et meetings dans le pays.
Ce rapprochement se traduit la même année par une lettre de Charles Middleton demandant au parlementaire William Wilberforce de faire avancer la cause de l’abolition devant le Parlement,.
Le Premier ministre britannique William Pitt le Jeune accepta ensuite de le rencontrer plusieurs fois avant son décès en juillet 1789. Au cours des deux années précédentes a été publié et rapidement traduit en français un livre qui figurait parmi les textes majeurs cités par James Ramsay, mais aussi par Thomas Clarkson et John Wesley, "Réflexions sur la traite et l’esclavage des nègres d’Ottobah", par Ottobah Cugoano, qui fut enlevé et réduit en esclavage à l’âge de 13 ans puis en 1772 emmené et affranchi en Angleterre où il est connu aussi sous le nom de John Stuart. Ce fut la première œuvre abolitionniste rédigée par un Noir anglophone, avec le soutien de ses amis abolitionnistes.
Trois ans après la mort de James Ramsay en 1792 des pétitions massives pour l'abolition, au nombre de 519, totalisent 390 000 signatures en 1792,, selon les calculs de l'historien, Seymour Drescher.